# Domanižanka
Domanižanka – duży potok w zachodniej Słowacji, lewostronny dopływ Wagu. Praktycznie cały tok na terenie Gór Strażowskich. Długość ok. 20 km.
Źródła na wysokości ok. 530 m n.p.m. na północnych zboczach wzniesienia Bukovina (648 m n.p.m.) na terenie miejscowości Čelkova Lehota. Górna część toku na terenie Kotliny Domanižskiej. Spływa początkowo w kierunku wschodnim, następnie północno-wschodnim. Przed wsią Domaniža wykręca ku północnemu zachodowi. Tu rozwidla się i przez ok. 800 m płynie dwoma równoległymi tokami. Poniżej tej miejscowości przebija się kilkoma ciasnymi przełomami między kolejnymi grzbietami górskimi Sulowskich Wierchów. Następnie, już w granicach miasta Powaska Bystrzyca, wypływa na teren wąskiej w tym miejscu doliny Wagu, do którego uchodzi na wysokości ok. 280 m n.p.m. Na całej długości przybiera z obu stron szereg dopływów, z których największe to prawobrzeżne Lednický potok i Bodianka oraz lewobrzeżne Závadský potok i Kvašovský potok. W górnej części spływa w większości swobodnie, lokalnie meandrując wśród łąk i pól, wąskim tokiem obrośniętym szpalerem drzew i krzewów. W dolnej części, na terenie Powaskiej Bystrzycy, tok całkowicie uregulowany, a po obu stronach koryta ciągną się miejskie bulwary.